# Kutub al-Sittah
El Kutub al-Sittah (en árabe: ٱلْكُتُب ٱلسِّتَّة‎, romanizado: al-Kutub as-Sittah, 'Los seis libros') son seis libros (originalmente cinco) que contienen recopilaciones de hadices (dichos o actos del profeta islámico Mahoma) compilado por seis eruditos musulmanes suníes en el siglo IX d. C., aproximadamente dos siglos después de la muerte de Mahoma. Son a veces referidos como al-Sihah al-Sittah, que traduce "Los Auténticos Seis." Se les agrupó y definió formalmente primero por Ibn al-Qaisarani en el siglo XI, quien agregó el Sunan ibn Mayah a la lista. Desde entonces, han gozado de aceptación casi universal como parte del canon oficial del islam suní.
No todos los estudiosos de la jurisprudencia suní están de acuerdo sobre la añadidura hecha por Ibn Majah. En particular, los Malikíes e Ibn al-Athir consideran que el al-Muwatta es el sexto libro. La razón para la adición hecha del Sunan de Ibn Majah fue que contiene muchos hadices que no aparecen en los otros cinco, mientras que todos los hadices en el al-Muwatta aparecen en los otros libros Sahih.

## Importancia
Los musulmanes suníes ven estas seis grandes recopilaciones de hadices como las más importantes, si bien el orden de autenticidad varía entre Madhhabs (escuelas):
1. Sahih al-Bujari, recopilado por Imam Bujari (muerto en 256 AH, 870 d. de C.), incluye 7563 hadices (incluyendo repeticiones, alrededor de 2600 sin repeticiones)[6][7]
2. Sahih Muslim, recopilado por Muslim b. al-Haŷŷaŷ (muerto en 261 AH, 875 d. de C.), incluye 7500 hadices (incluyendo repeticiones, alrededor de 3033 sin repeticiones)[8][9]
3. Sunan al-Sughra, recopilado por al-Nasa'i (muerto en 303 AH, 915 d. de C.), incluye 5270 hadices (incluyendo repeticiones)[10]
4. Sunan Abu Da’ud, recopilado por Abu Da’ud (muerto en 275 AH, 888 d. de C.), incluye 5274 hadices (incluyendo repeticiones)[11]
5. Ŷami‘ al-Tirmidhi, recopilado por al-Tirmidhi (muerto en 279 AH, 892 d. de C.), incluye 4400 hadices (incluyendo repeticiones, sólo 83 están repetidos)[12][13]
6. Bien:

- Sunan ibn Majah, recopilado por Ibn Majah (muerto en 273 AH, 887 d. de C.), incluye 4341 hadices (incluyendo repeticiones)[14]
- O bien Muwatta Málik, recopilado por Imam Málik (muerto en 179 AH, 795 d. de C.), 1720 hadices.[15]

Los dos primeros, generalmente conocidos como los Dos Sahihs como una indicación de su autenticidad, contienen aproximadamente siete mil hadices en conjunto, sin contar las repeticiones, según Ibn Hajar.α

## Autores
De acuerdo con la Cambridge History of Iran (Historia de Irán de Cambridge): "Tras este periodo comienza la era de los autores de las seis colecciones canónicas de hadices suníes, todos los cuales eran persas, con al excepción del Imam Málik.  Los autores de las seis colecciones fueron los siguientes:
1. Muhammad b. Isma'il al-Bujari, el autor del Sahih Bujari, el cual compuso a lo largo de un periodo de dieciséis años. Las fuentes tradicionales citan a Bujari diciendo que no registraba ningún hadiz hasta no hacer ablución y rezar. Bujari murió cerca de Samarcanda en el año 869 u 870.
2. Muslim b. Haŷŷaŷ al-Naishapuri, quien murió en Nishapur en 874 u 875 y cuyo Sahih Muslim es segundo en autenticidad solo por detrás del de Bujari. Algunos eruditos valoran la autenticidad del Sahih Muslim como mayor que la del Sahih al-Bujari.
3. Abu Da’ud Sulaimán b. Ash'ath al-Sijistani, un persa pero de origen árabe, quien murió en 888–889.
4. Muhammad b. 'Isa al-Tirmidhi, el autor del famoso Sunan al-Tirmidhi, quien fuera discípulo de Bujari y murió en 892–893.
5. Abu 'Abd al-Rahman al-Nasa'i, quien era de Jorasán y murió en 915–916.
6. Ibn Majah al-Qazwini, quien murió en 886–887.
7. Málik nació como hijo de Anas ibn Málik (no confundir con el Sahabi) y Aaliyah bint Shurayk al-Azdiyya en Medina alrededor de 711. Su familia era originalmente de la tribu de al-Asbahi de Yemen, pero su bisabuelo Abu 'Amir reubicó la familia a Medina tras convertirse a Islam en el segundo año del calendario musulmán, 623 CE. Según Al-Muwatta, era alto, corpulento, de imponente estatura, de piel muy clara, con barba y cabello blancos pero calvo, con una barba espesa y ojos azules.[18] En orden cronológico su trabajo fue compilado incluso más antes que el Sahih Bujari, y por lo tanto Al-Muwatta es tendido en alta estima en la literatura islámica.